# Asteroschema subfastosum
Asteroschema subfastosum is een slangster uit de familie Asteroschematidae.
De wetenschappelijke naam van de soort werd in 1930 gepubliceerd door Ludwig Döderlein.